# Cornești
Cornești é uma comuna romena localizada no distrito de Cluj, na região histórica da Transilvânia. A comuna possui uma área de 82.90 km² e sua população era de 1724 habitantes segundo o censo de 2007.